# Chris Armstrong
Christopher Peter ("Chris") Armstrong (Newcastle upon Tyne, 19 juni 1971) is een Engels voormalig voetballer die als centrumspits speelde. Hij was actief in de Premier League, waar hij voor Crystal Palace en Tottenham Hotspur uitkwam. 

## Clubcarrière

### Wrexham
Armstrong begon zijn loopbaan bij Wrexham in 1989, maar was drie jaar later al vertrokken toen de Welshe club verrassend Arsenal met 2-1 cijfers uitschakelde in de derde ronde van de FA Cup op 4 januari 1992. 

### Millwall en Crystal Palace
In augustus 1991 verhuisde hij namelijk naar Millwall, waar hij zich in de kijker voetbalde van Engelse eersteklassers ondanks vijf doelpunten in competitieverband. Armstrong, de zoon van een Nigeriaanse moeder, verliet Millwall in de zomer van 1992 en ging voor Crystal Palace spelen. Armstrong werd binnengehaald als vervanger van goalgetter Ian Wright, die naar Arsenal was getransfereerd en daar vervolgens een aantal keer clubtopschutter werd. Armstrong was tevens mede-oprichter van de Premier League met Crystal Palace in het seizoen 1992/1993. Crystal Palace degradeerde echter, net als Nottingham Forest en Middlesbrough. Armstrong scoorde vijftien keer, ondanks de degradatie. In maart 1995 werd Armstrong betrapt op het gebruik van cannabis. FA schorste hem gedurende vier wedstrijden. Hij was de eerste speler in de Premier League die op verboden middelen betrapt werd.

### Tottenham Hotspur
In augustus 1995 verliet Armstrong Selhurst Park en tekende een contract bij Tottenham Hotspur, dat £ 4.000.000 voor hem betaalde. Armstrong scoorde 22 doelpunten in alle competities in zijn eerste seizoen bij Spurs, waaronder tegen Arsenal op 18 november 1995. In december 1998 lukte Armstrong een hattrick in een 4-1 thuisoverwinning tegen Everton. Armstrong kreeg een applauswissel. David Ginola, die in zijn plaats kwam, maakte een buiging voor hem. Armstrong won in het seizoen 1998/1999 de League Cup met Tottenham, door in de finale Leicester City te verslaan met 0-1. Allan Nielsen was de doelpuntenmaker. Armstrong bleef aan de bank gekluisterd want Steffen Iversen kreeg de voorkeur naast vaste waarde Les Ferdinand. 

### Bolton Wanderers
Armstrong verkaste naar Bolton Wanderers in de zomer van 2002, nadat hij door langdurig blessureleed steeds door Tottenham-manager Glenn Hoddle uit de selectie geweerd werd. Hij speelde geen minuut voor Bolton in de Premier League en ontliep degradatie naar het Championship. Bolton eindigde als zeventiende, net boven de gevarenzone. Armstrong speelde slechts een wedstrijd voor Bolton omdat blessureperikelen hem ervan weerhielden om terug volledig fit te raken. Armstrong zou nooit meer zijn niveau bereiken van bij Palace en Spurs. Hij speelde nog wel mee voor Bolton in de League Cup tegen Bury. Het was Armstrongs enige officiële optreden voor Bolton. Na 53 minuten werd Armstrong door manager Sam Allardyce naar de kant gehaald. Bolton werd uitgeschakeld na een 1-0 nederlaag. 

### Terugkeer naar Wrexham
Armstrong keerde terug naar Wrexham in de zomer van 2003 en beëindigde daar zijn loopbaan in 2005.

## Erelijst
| Competitie        |                   |                   |
| Competitie        | Aantal            | Jaren             |
| Tottenham Hotspur | Tottenham Hotspur | Tottenham Hotspur |
| ----------------- | ----------------- | ----------------- |
| League Cup        | 1×                | 1998/99           |